# Okręg wyborczy Radnor
Okręg wyborczy Radnor powstał w 1542 r. i wysyłał do angielskiej, a następnie brytyjskiej, Izby Gmin jednego deputowanego. Okręg obejmował miasto Radnor w walijskim hrabstwie Radnorshire. Został zlikwidowany w 1885 r.

## Deputowani do brytyjskiej Izby Gmin z okręgu Radnor

### Deputowani w latach 1542–1660
- 1593: Thomas Crompton
- 1604–1611: Robert Harley
- 1621–1622: Charles Price
- 1640–1644: Philip Warwick
- 1647–1648: Robert Harley
- 1659–1659: Robert Weaver

### Deputowani w latach 1660–1885
- 1660–1661: Robert Harley
- 1661–1679: Edward Harley
- 1679–1681: Griffith Jones
- 1681–1685: John Morgan
- 1685–1689: Owen Wynne
- 1689–1690: Richard Williams
- 1690–1690: Rowland Gwynne
- 1690–1711: Robert Harley, wigowie
- 1711–1715: Edward Halrey, lord Harley
- 1715–1761: Thomas Lewis, wigowie
- 1761–1768: Edward Lewis, torysi
- 1768–1769: John Lewis
- 1769–1774: Edward Lewis
- 1774–1775: John Lewis
- 1775–1790: Edward Lewis
- 1790–1794: David Murray
- 1794–1799: George Capell-Coningsby, wicehrabia Malden
- 1799–1847: Richard Price, Partia Konserwatywna
- 1847–1855: Thomas Frankland Lewis, wigowie
- 1855–1863: George Cornewall Lewis, Partia Liberalna
- 1863–1869: Richard Green-Price, Partia Liberalna
- 1869–1880: Spencer Cavendish, markiz Hartington, Partia Liberalna
- 1880–1884: Samuel Charles Evan Williams, Partia Liberalna
- 1884–1885: Charles Coltman Coltman Rogers, Partia Liberalna